# John C. Pemberton
John Clifford Pemberton (10 augustus 1814 - 13 juli 1881) was een beroepsofficier die deel nam aan de Seminole-oorlogen en de Mexicaans-Amerikaanse Oorlog. Tijdens de Amerikaanse Burgeroorlog klom hij op tot luitenant-generaal in het Geconfedereerde leger en voerde hij het Army of Mississippi aan.  Hij is vooral bekend van het Beleg van Vicksburg, waar hij meer dan een maand het leger van Grant wist af te houden maar zich uiteindelijk toch moest overgeven.

## Vroege jaren
Pemberton werd geboren op 10 augustus 1814 in Philadelphia, Pennsylvania. Hij was het tweede kind van John en Rebbeca Clifford Pemberton. Zijn voorvader, Phineas Pemberton, die afkomstig was uit Lancashire, Engeland kwam samen met William Penn in 1682 naar wat later de kolonie Pennsylvania zou worden. Pemberton werd in 1833 toegelaten tot de United States Military Academy  in West Point. Hij werd al snel goed bevriend met zijn kamergenoot George G. Meade. In 1837 studeerde hij af als 27ste in een klas van 50 kadetten. Pemberton werd op 1 juli 1837 benoemd tot tweede luitenant in het 4th U.S. artillery regiment. Met zijn regiment nam hij deel aan de Tweede Seminole-oorlog tussen 1837 en 1838. Hij vocht mee in de Slag bij Laxahatchee op 24 januari 1838.
Na de oorlog hadden Pemberton en de 4th artillery garnizoensdienst in Fort Jay bij New York en in het opleidingskamp van Trenton in New Jersey. Ze werden ook kort ingezet in de Aroostookoorlog. Daarna dienden ze nog in Michigan in 1840, in Fort Mackinac in 1840 en 1841 en in Fort Brady in 1841. Hij diende vervolgens in Buffalo, New York. Op 19 maart 1842 werd hij bevorderd tot eerste luitenant. In 1842 voerden ze opnieuw garnizoensdienst uit in Fort Monroe bij Hampton Roads, Virginia en tussen 1842 en 1843 werden ze ondergebracht in de cavalerieschool bij Carlisle Barracks in Pennsylvania. Tussen 1844 en 1845 keerden ze terug naar Fort Monroe.

### De Mexicaans-Amerikaanse oorlog
Tussen 1845 en 1846 maakten Pemberton en zijn regiment deel uit de Amerikaanse bezettingsmacht in Texas. Toen de Republiek Texas officieel werd opgenomen als de 28ste staat van de Verenigde Staten van Amerika werden hij en zijn regiment naar Mexico gestuurd om deel te nemen aan de Mexicaans-Amerikaanse Oorlog. Op 8 mei 1846 vocht  hij mee in de Slag bij Palo Alto en de volgende dag bij Resaca de la Palma. Na de Slag bij Monterrey werd hij op 23 september bevorderd tot gebrevetteerd kapitein voor betoonde moed.
In 1847 nam hij deel aan vrijwel alle grote veldslagen zoals het Beleg van Vera Cruz in maart, de Slag bij Cerro Gordo in april, de schermutselingen bij Amazoque in mei de innamen van San Antonio en de Slag bij Churubusco in augustus. Na de Slag bij Molino del Rey in September werd hij opnieuw bevorderd voor zijn moed tot gebrevetteerd majoor. Hij nam deel aan de bestorming van het Paleis van Chapultepec op 13 september en de Slag om Mexico-Stad de dag erna. Tijdens de aanval raakte hij gewond. Tussen 4 augustus 1846 en 1 mei 1849 was hij Aide-de-camp van gebrevetteerd brigadegeneraal William J. Worth waar hij samenwerkte met zijn toekomstige tegenstander Ulysses S. Grant. Na de oorlog was Pemberton lid van de Aztec Club of 1847. Dit was een veteranenvereniging van officieren die hadden meegevochten in de Mexicaans-Amerikaanse oorlog.

### Na de Mexicaans-Amerikaanse oorlog
In 1848 trad Pemberton in het huwelijk met Martha Thompson uit Norfolk, Virginia.
Na de oorlog werd Pemberton en het 4th artillery naar Fort Pickens gestuurd. Tussen 1849 en 1850 vochten ze opnieuw tegen de Seminole in Florida. Daarna keerde het regiment terug voor garnizoensdienst in New Orleans Barracks in New Orleans, Louisiana. Op 16 september 1850 werd Pemberton bevorderd tot kapitein. In 1851 en 1852 diende hij in Fort Washington in Maryland en tussen 1852 en 1856 in Fort Hamilton in New York. Zijn regiment werd opnieuw ingezet tegen de Seminole tussen 1856 en 1857.
Tussen 1857 en 1858 diende hij met zijn regiment in Fort Leavenworth in Kansas en nam in 1858 deel aan de Utah Oorlog. In 1859 diende hij in Fort Kearny in de New Mexico Territory en tussen 1859 en 1861 in Fort Ridgely in Minnesota. Op weg naar Fort McHenry raakte hij betrokken in de oproer in Baltimore van 1861 waar hij een regiment aanvoerde die de oproer bedwong. In april 1861 diende hij in het Washington Arsenal.

## De Amerikaanse Burgeroorlog
Bij het uitbreken van de Amerikaanse Burgeroorlog in 1861 diende Pemberton zijn ontslag in bij het U.S. Army. Niet tegenstaande dat hij in een noordelijke staat was geboren en dat zijn twee broers dienst zouden nemen in het Union Army, nam hij dienst in het Confederate States Army. Noch zijn familie, noch generaal Winfield Scott konden hem ervan weerhouden. Zijn beslissing zal beïnvloed geweest zijn door zijn echtgenote die uit Virginia kwam en omdat hij een groot deel van zijn loopbaan in de Zuidelijke staten had doorgebracht.  Op 28 maart werd hij benoemd tot luitenant-kolonel in het Provisional Army of Virginia. Hij werd de assistant adjudant-generaal van de eenheden die rond de Zuidelijke hoofdstad Richmond in Virginia gelegerd waren. Zijn ontslag uit het U.S. Army werd officieel op 29 april 1861, op 8 mei zou hij bevorderd worden tot kolonel mocht hij in dienst gebleven zijn. Op 9 mei nam hij een commisie aan als luitenant-kolonel van de artillerie in het Provisional Army of Virginia. Toen dit leger opgenomen werd in het Provisional Army of the Confederate States kreeg hij op 15 juni 1861 de rang van majoor van de artillerie. Twee dagen later werd hij al bevorderd tot brigadegeneraal. Hij voerde de 1st Brigade aan van juni tot november in het Department of Norfolk.
Op 14 januari 1862 werd hij opnieuw bevorderd tot de rang van generaal-majoor. Hij kreeg het bevel over het Department of South Carolina and Georgia, een taak die hij uitvoerde tussen 14 maart en 29 augustus. Hij installeerde zijn hoofdkwartier in Charleston, South Carolina. Zijn arrogant karakter, zijn uitsprak dat zijn leger belangrijker was dan het gebied waarin hij opereerde en het wantrouwen dat hij kreeg omdat hij uit een Noordelijke staat afkomstig was, zorgden er al snel voor dat de gouverneurs van zijn departement om zijn ontslag vroegen bij president Jefferson Davis. Davis had ondertussen een generaal nodig voor het nieuwe Department of Mississippi en een plaats voor zijn populaire generaal P.G.T. Beauregard. Daarom stuurde Davis Pemberton naar het westen en kreeg Beauregard Charleston.

### Vicksburg

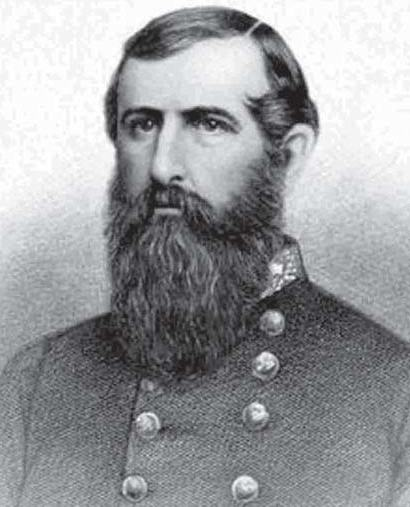
Pemberton als bevelhebber van het Zuidelijke leger in Vicksburg

Op 10 oktober 1862 kreeg Pemberton de rang van luitenant-generaal. Hij nam de verdediging op zich van Vicksburg en de Mississippi in het nieuwe departement van the Mississippi en East Louisiana. President Davis gaf hem de volgende instructies: "... beschouw de verdediging van deze staten als je eerste en belangrijkste opdracht." Hij zette zijn hoofdkwartier op in Jackson, Mississippi op 14 oktober 1862.
Zijn leger telde ongeveer 50.000 soldaten die onder het bevel stonden van de generaal-majoors Earl Van Dorn en Sterling Price. Er waren 24.000 soldaten permanent gelegerd in Vicksburg en Port Hudson, Louisiana. Zijn leger was sterk gedemoraliseerd na hun nederlaag bij Corinth. Ondertussen was het Noordelijke leger onder leiding van zijn oude collega generaal-majoor Ulysses S. Grant onderweg met 70.000 soldaten om Vicksburg te veroveren.
In een poging om zowel de orders van president Davis als die van generaal Joseph Johnston te volgen, stuurde Pemberton zijn Army of Mississippi in oostelijke richting om aansluiting te vinden bij Johnstons eenheden die zich rond Jackson bevonden terwijl hij in contact bleef met Vicksburg. Toen hij een nieuw bevel kreeg van Johnston om hun legers op een andere locatie samen te voegen, keerde Pemberton op zijn stappen terug. Hierbij botste hij per ongeluk op het Noordelijke leger. In de daaropvolgende Slag bij Champion Hill op 16 mei 1863 leed hij een aanzienlijke nederlaag. Pemberton trok zich terug naar de Big Black River waar hij op 17 mei opnieuw een nederlaag leed. Pemberton zette nu alles op de verdediging van Vicksburg en trok de restanten van zijn leger terug naar de stad. Hij evacueerde de belangrijke heuvels van Hayne's Bluff die generaal-majoor Sherman nog had proberen te veroveren tijdens de Slag bij Chickasaw Bayou. Pemberton sloeg het advies van Johnston in de wind die zei dat indien deze heuvels verloren gingen, het beter was om de stad te verlaten en het leger van 31.000 soldaten te redden. Terwijl de burgers en soldaten langzaam verhongerden, bleef Pemberton zes weken lang verzet bieden.

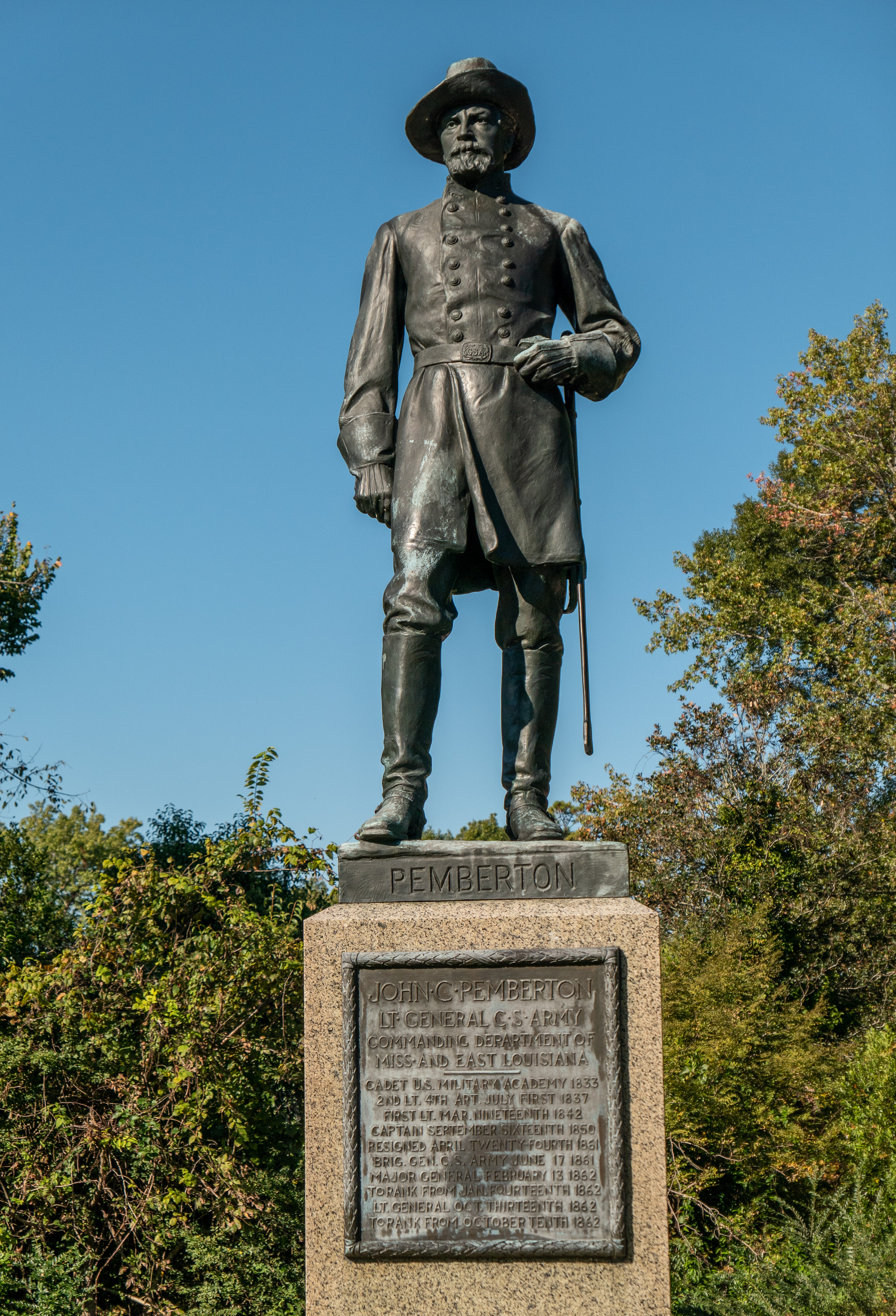
Pembertons standbeeld in het Vicksburg National Military Park

Op 2 juli 1863, na 45 dagen van beleg, vroeg Pemberton schriftelijk aan zijn vier divisiecommandanten of het haalbaar was om de gehavende en hongerige soldaten met success uit de stad te evacueren. Toen ze unaniem negatief antwoorden vroeg Pemberton om een wapenstilstand om de voorwaarden tot overgave te kunnen bespreken. Op 4 juli om 10 uur in de ochtend gaf hij officieel de stad en zijn leger over aan de Noordelijken onder Grant. Hij slaagde erin om de eis tot onvoorwaardelijke overgave via onderhandelingen te temperen zodat de Zuidelijke soldaten: “…de stad mochten verlaten waarbij de officieren hun wapens en kledij mochten houden en recht hadden op één paard per officier. De gewone soldaten moest alles achterlaten buiten de kleren die ze aanhadden.”
Bij de overgave waren 2.166 officieren, 27.230 soldaten, 172 kanonnen en bijna 60.000 musketten overgedragen aan de Noordelijke overwinnaars. Samen met het verlies van Port Hudson op 9 juli hadden de Noordelijken nu de volledige controle over de Mississippi. De Zuidelijke strijdmacht onder leiding van luitenant generaal Kirby Smith werd hierdoor voor de rest van de oorlog afgesneden van het Zuidelijke kernland.
Na de overgave werd Pemberton krijgsgevangen gemaakt. Op 13 oktober 1863 kwam hij vrij na een gevangenenruil. Hij keerde terug naar Richmond. De volgende acht maanden kreeg hij geen nieuwe orders. Generaal Braxton Bragg probeerde hem nog een nieuwe opdracht te geven, maar werd terug gefloten. Uiteindelijk schreef Pemberton een brief aan de president om hem toch een taak te geven waarin hij van nut kon zijn voor de oorlogsinspanning. Davis antwoorde dat zijn geloof in hem ongeschonden bleef. Maar Pemberton kreeg nog altijd geen nieuwe functie.

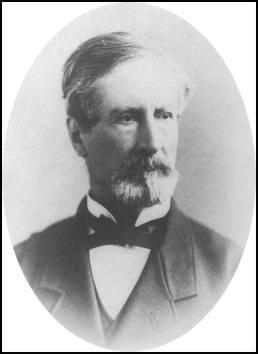
Een oudere Pemberton

Pemberton nam ontslag op 9 mei 1864 waarop Davis hem enkele dagen later benoemde tot luitenant-kolonel van de artillerie. Hij voerde het bevel over de artillerie rond Richmond tot 9 januari 1865. Op 7 januari werd hij benoemd tot inspecteur-generaal van de artillerie. Hij bleef in functie tot hij werd gevangen genomen op 12 april 1865 in Salisbury, North Carolina. Samen met Pemberton werden 1.300 soldaten gevangen genomen en werden er 14 kanonnen en 10.000 vuurwapens in beslag genomen.

## Latere jaren
Na de oorlog woonde Pemberton tussen 1866 en 1876 op zijn boerderij bij Warrenton, Virginia. Na de dood van zijn moeder in 1869 keerde hij terug naar Pennsylvania.

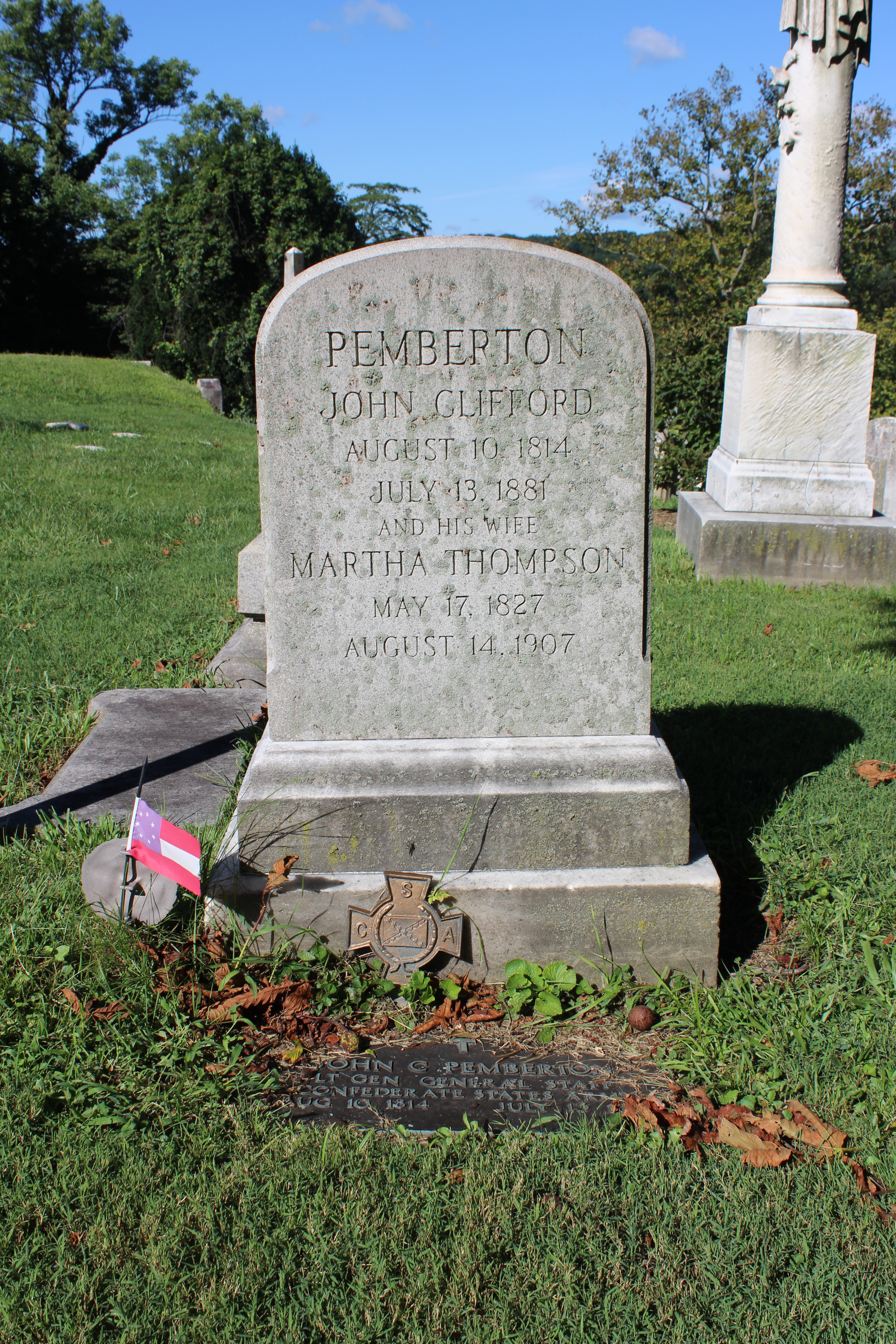
De grafsteen van John C. Pemberton in Laurel Hill Cemetery

Pemberton overleed op 13 juli 1881 in Penllyn, Pennsylvania. Zijn weduwe overleed in 1907. Ondanks protesten van generaal George Meade en admiraal John A. Dahlgren werd hij als enige Zuidelijke generaal begraven in Philadelphia op het Laurel Hill Cemetery.
Pemberton kreeg een standbeeld van de hand van Edmond Thomas Quinn in het Vicksburg National Military Park. Zijn kleinzoon, die ook John C. Pemberton heette, schreef in 1942 een boek over de verdediging van Vicksburg door zijn grootvader. Hij schonk de familiedocumenten en het resultaat van zijn onderzoek aan de University of North Carolina.